# Бой бойцов
«Бой бойцов» (англ. Fight Fighters) — 10 серия 1 сезона американского мультсериала «Гравити Фолз».

## Сюжет
Зус приводит дядю Стэна, его племянников и Венди в зал с игровыми автоматами, который называется «Аркада», где показывает свои любимые игровые автоматы. Пока Диппер и Венди играют в игру «Fight Fighters», к ним подходит Робби и показывает плакат своей группы. Венди показывает ему игру, и Робби нагло выпихивает Диппера. Венди говорит, что уезжает на выходные с семьёй. Робби пропустил это мимо ушей. Позже он всё равно приходит петь назойливую серенаду к Хижине. Диппер выходит, дабы прогнать назойливого кавалера, но все заканчивается тем, что он разбивает телефон Робби. За это Робби вызывает его на драку в парке. Диппер, испугавшись, решил спрятаться в игротеке среди игровых автоматов.
Вновь играя в «Fight Fighters», он случайно находит на боковой стенке автомата чит-код, обещающий с помощью комбинации ударов высвободить невообразимую силу. Совершив эту комбинацию, Диппер призывает из автомата одного из персонажей игры — Рамбла Макскёрмиша.
В это время Мэйбл узнаёт, что Стэн боится высоты и решает вылечить его от этого страха. После нескольких попыток ей удаётся затащить его на старую водонапорную башню. Диппер, наврав Рамблу о том, что Робби убил его отца, приводит его на драку и угрожает Робби расправой. Рамбл выходит из-под контроля и начинает охотиться на Робби, попутно уничтожая город. Добравшись до водонапорной башни, Рамбл начинает ломать её, в результате чего дядя Стэн и Мэйбл чуть было не упали с неё. После этого Стэн перестаёт бояться высоты, а Мэйбл же, напротив, приобретает этот страх.
В тот самый момент, когда Рамбл занёс руку для финального удара по Робби, в дело вмешивается Диппер — он признаётся, что соврал Рамблу о смерти отца. Тогда Рамбл решает, что его главный враг — Диппер. Он избивает его до полусмерти, тем самым выполняя свою главную миссию, что ведёт его к исчезновению. Робби, недовольный всем случившимся, хочет выместить злость на Диппере, но, поняв, что тот его больше не боится и сопротивляться не собирается, теряет желание бить его. Они договариваются ненавидеть друг друга по тихому.

## Вещание
В день премьеры этот эпизод посмотрели 2,94 млн человек.

## Отзывы критиков
Обозреватель развлекательного веб-сайта The A.V. Club Аласдер Уилкинс поставил эпизоду оценку «B», отметив, что «в эпизоде делается попытка сопоставить мир аркадных игр с соперничеством Диппера и Робби. Это должна быть естественная связь, но она не сходится. Деконструкция тропов видеоигр в этом эпизоде точечна и часто смешна, но это выглядит как отклонение от более личной истории Диппера. Не помогает и то, что разрешение истории Диппера и Робби неудовлетворительно, хотя и намеренно. В этой серии Мэйбл также почти не затрагивает паранормальную сторону города, так как она и Пухля вместе пытаются избавить от страха высоты Дядю Стэна. Оттеснение Мэйбл на второй план не означает автоматически более слабый эпизод, но это означает, что „Fight Fighters“ придётся обойтись без многих характерных моментов или юмора, связанного с отношениями близнецов, которые являются одним из самых сильных элементов сериала. Однако это позволяет Мэйбл и Стэну, двум самым смешным персонажам сериала, отталкиваться друг от друга. Усталый цинизм Стэна и его тревожное прошлое служат идеальным контрапунктом для солнечного чудачества Мэйбл. Попытка Мэйбл улучшить Стэна напоминает её столь же непродуманное начинание в эпизоде „Диппер против мужественности“, что частично подтверждается репликой Мэйбл: „Или мы можем оставить все как есть. Не-а!“. Подсюжет является забавным, так как трудно представить, чтобы история Мэйбл и Стэна когда-либо была совершенно плоской, — но она кажется производной от предыдущей пары этих двух персонажей, поскольку в основном повторяет те же сюжетные ходы, не добавляя новых поворотов в их отношения. Это относится и к „Бойцам“ в целом: Здесь есть много интересного, особенно в качестве любовного письма к старым видеоиграм, но ему не хватает той глубокой остроты или смелости повествования, которые есть в лучших сериях мультсериала».

## Криптограммы
В финальных титрах присутствует код, который после расшифровки отсылает к серии игр Mario. В одной из игр Тоад после победы над Боузером говорит: «Спасибо, Марио! Но наша принцесса в другом замке!».